# Briant (Saône-et-Loire)
Pour les articles homonymes, voir Briant.
Briant est une commune française située dans le département de Saône-et-Loire en région Bourgogne-Franche-Comté.

## Géographie
Briant fait partie du Brionnais. La commune comporte plusieurs lieux-dits dont Frontigny, le Cray, la Beluse, les Sertines.

### Climat
Pour des articles plus généraux, voir Climat de la Bourgogne-Franche-Comté et Climat de Saône-et-Loire.
En 2010, le climat de la commune est de type climat océanique dégradé des plaines du Centre et du Nord, selon une étude du Centre national de la recherche scientifique s'appuyant sur une série de données couvrant la période 1971-2000. En 2020, Météo-France publie une typologie des climats de la France métropolitaine dans laquelle la commune est dans une zone de transition entre le climat océanique altéré et le climat de montagne ou de marges de montagne et est dans la région climatique Centre et contreforts nord du Massif Central, caractérisée par un air sec en été et un bon ensoleillement.
Pour la période 1971-2000, la température annuelle moyenne est de 10,6 °C, avec une amplitude thermique annuelle de 16,8 °C. Le cumul annuel moyen de précipitations est de 869 mm, avec 11 jours de précipitations en janvier et 7,7 jours en juillet. Pour la période 1991-2020, la température moyenne annuelle observée sur la station météorologique installée sur la commune est de 11,7 °C et le cumul annuel moyen de précipitations est de 930,7 mm. 
La température maximale relevée sur cette station est de 40 °C, atteinte le 12 août 2003 ; la température minimale est de −14,7 °C, atteinte le 31 décembre 1996,,.
| Mois                                  | jan.            | fév.           | mars           | avril           | mai            | juin          | jui.          | août           | sep.          | oct.            | nov.            | déc.             | année      |
| ------------------------------------- | --------------- | -------------- | -------------- | --------------- | -------------- | ------------- | ------------- | -------------- | ------------- | --------------- | --------------- | ---------------- | ---------- |
| Température minimale moyenne (°C)     | 0,6             | 0,7            | 3,1            | 5,4             | 9,2            | 12,7          | 14,4          | 14,5           | 11            | 8,4             | 3,9             | 1,1              | 7,1        |
| Température moyenne (°C)              | 3,7             | 4,3            | 7,7            | 10,7            | 14,6           | 18,4          | 20,2          | 20,3           | 16,4          | 12,6            | 7,3             | 4,2              | 11,7       |
| Température maximale moyenne (°C)     | 6,8             | 8              | 12,2           | 16              | 19,9           | 24,1          | 26            | 26,2           | 21,7          | 16,8            | 10,7            | 7,3              | 16,3       |
| Record de froid (°C) date du record   | −12,6 12.01.03  | −14,2 07.02.12 | −12,4 01.03.05 | −5,8 03.04.1996 | 0,5 07.05.1997 | 3,3 01.06.06  | 5,9 05.07.02  | 4,7 29.08.1998 | 1,5 25.09.02  | −5,5 30.10.1997 | −9,6 23.11.1998 | −14,7 31.12.1996 | −14,7 1996 |
| Record de chaleur (°C) date du record | 18,4 05.01.1999 | 20 20.02.1998  | 24,4 16.03.12  | 28,5 30.04.05   | 33,2 25.05.09  | 38,9 28.06.19 | 39,8 24.07.19 | 40 12.08.03    | 34,6 14.09.20 | 28,7 04.10.04   | 24,4 08.11.15   | 17,4 20.12.15    | 40 2003    |
| Précipitations (mm)                   | 67,9            | 55,9           | 58,7           | 74,4            | 96,7           | 81            | 82,2          | 80             | 78,8          | 88,2            | 95,3            | 71,6             | 930,7      |

| Diagramme climatique                                  |          |             |           |             |            |            |            |            |             |             |            |
| J                                                     | F        | M           | A         | M           | J          | J          | A          | S          | O           | N           | D          |
| 6,80,667,9                                            | 80,755,9 | 12,23,158,7 | 165,474,4 | 19,99,296,7 | 24,112,781 | 2614,482,2 | 26,214,580 | 21,71178,8 | 16,88,488,2 | 10,73,995,3 | 7,31,171,6 |
| Moyennes : • Temp. maxi et mini °C • Précipitation mm |          |             |           |             |            |            |            |            |             |             |            |

Les paramètres climatiques de la commune ont été estimés pour le milieu du siècle (2041-2070) selon différents scénarios d'émission de gaz à effet de serre à partir des nouvelles projections climatiques de référence DRIAS-2020. Ils sont consultables sur un site dédié publié par Météo-France en novembre 2022.

## Urbanisme

### Typologie
Au 1er janvier 2024, Briant est catégorisée commune rurale à habitat très dispersé, selon la nouvelle grille communale de densité à sept niveaux définie par l'Insee en 2022.
Elle est située hors unité urbaine et hors attraction des villes,.

### Occupation des sols
L'occupation des sols de la commune, telle qu'elle ressort de la base de données européenne d’occupation biophysique des sols Corine Land Cover (CLC), est marquée par l'importance des territoires agricoles (96,8 % en 2018), une proportion identique à celle de 1990 (96,8 %). La répartition détaillée en 2018 est la suivante : 
prairies (95,8 %), forêts (3,2 %), zones agricoles hétérogènes (1 %). L'évolution de l’occupation des sols de la commune et de ses infrastructures peut être observée sur les différentes représentations cartographiques du territoire : la carte de Cassini (XVIIIe siècle), la carte d'état-major (1820-1866) et les cartes ou photos aériennes de l'IGN pour la période actuelle (1950 à aujourd'hui).

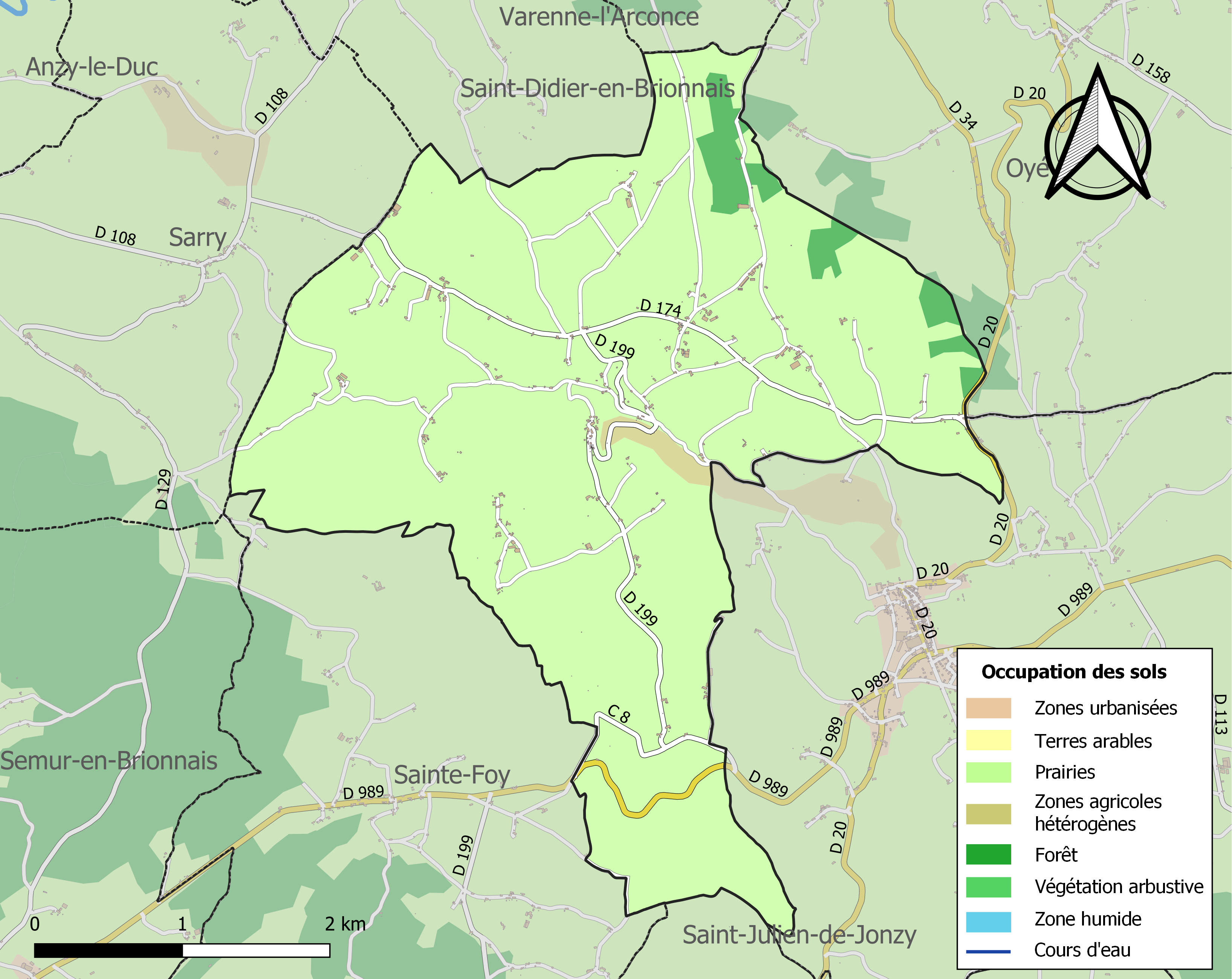
Carte des infrastructures et de l'occupation des sols de la commune en 2018 (CLC).

## Histoire
Du fait de sa situation sur un coteau propice à se défendre aisément, Briant est sans doute peuplé depuis très longtemps. Ce lieu paraît être le berceau des Brannovii, premiers habitants du pays, dont parle Jules César comme clients des Éduens. Cependant rien à ce jour ne nous est parvenu de ce passé.
Le nom du village est à l'origine du pays du Brionnais dont il est la capitale historique.

## Toponymie
Branovium, Brianeum, Brienna sont les noms qui, dans les anciennes chartes, désignent Briant.

## Politique et administration

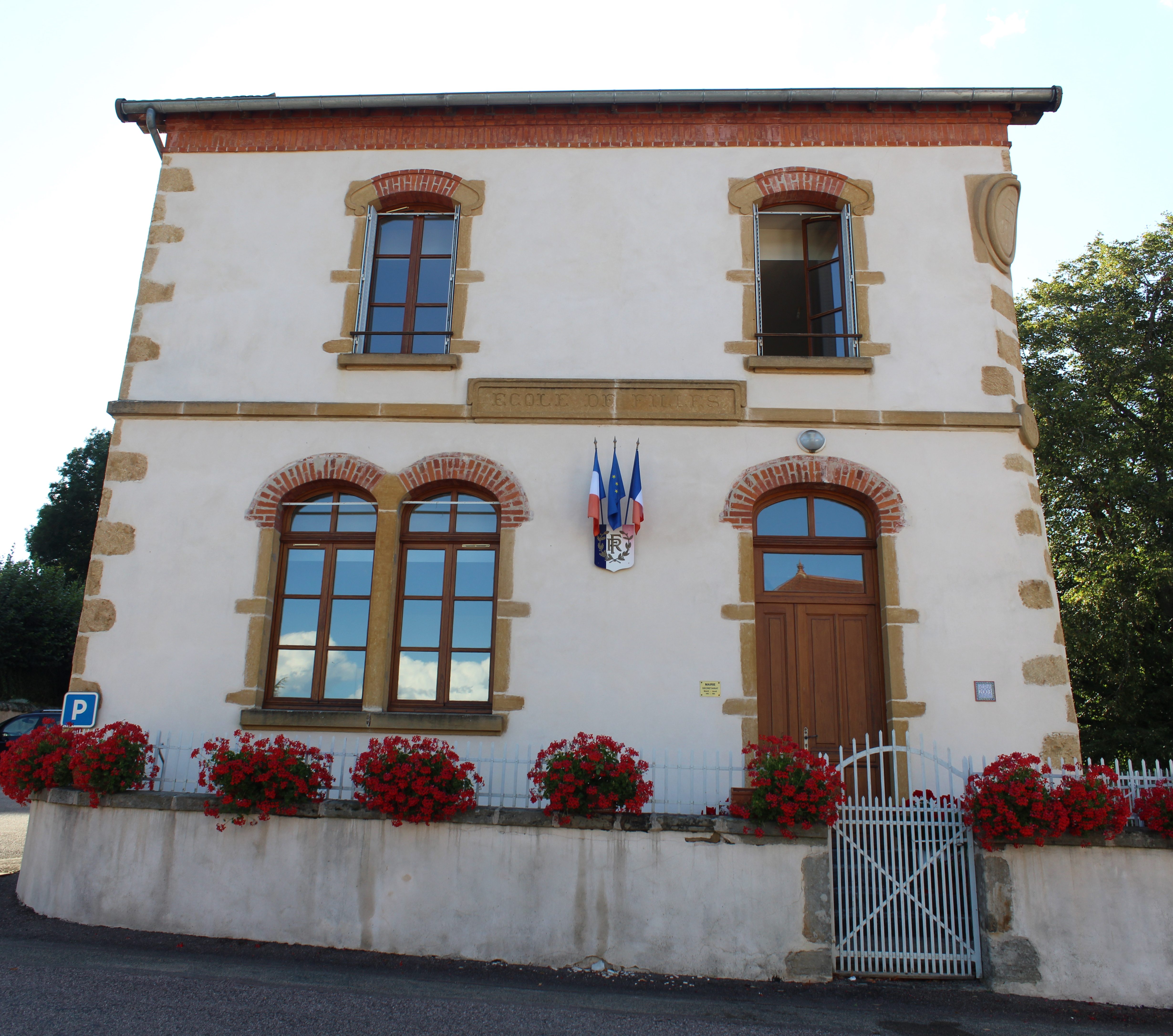
Mairie.

| Période                                  | Période          | Identité           | Étiquette | Qualité                                                              |
| ---------------------------------------- | ---------------- | ------------------ | --------- | -------------------------------------------------------------------- |
| mars 1878                                | mai 1900         | Claude Moraillon   |           |                                                                      |
| mai 1900                                 | mai 1908         | François Merle     |           |                                                                      |
| mai 1908                                 | juil 1938        | Henri Jal          |           |                                                                      |
| juil 1938                                | sept 1942        | Claudien Gonnet    |           |                                                                      |
| sept 1942                                | févr 1945        | Charles Vernay     |           |                                                                      |
| févr 1945                                | juin 1952        | Antonin Alloin     |           |                                                                      |
| août 1952                                | mars 1965        | Jean-Marie Meunier |           |                                                                      |
| mars 1965                                | nov 1982 (décès) | Joseph Vernay      |           |                                                                      |
| janv 1983                                | juin 1995        | André Ducerf       |           |                                                                      |
| juin 1995                                | mars 2001        | Georges Boudot     |           |                                                                      |
| mars 2001                                | mars 2014        | Georges Déclas     |           | Ancien professeur puis directeur de collège Ancien maire de Marcigny |
| mars 2014                                | en cours         | Charles Vernay     |           |                                                                      |
| Les données manquantes sont à compléter. |                  |                    |           |                                                                      |

## Démographie
L'évolution du nombre d'habitants est connue à travers les recensements de la population effectués dans la commune depuis 1793. Pour les communes de moins de 10 000 habitants, une enquête de recensement portant sur toute la population est réalisée tous les cinq ans, les populations de référence des années intermédiaires étant quant à elles estimées par interpolation ou extrapolation. Pour la commune, le premier recensement exhaustif entrant dans le cadre du nouveau dispositif a été réalisé en 2004.

En 2022, la commune comptait 230 habitants, en évolution de +3,6 % par rapport à 2016 (Saône-et-Loire : −1,06 %, France hors Mayotte : +2,11 %).
| 1793 | 1800 | 1806 | 1821  | 1831  | 1836 | 1841 | 1846 | 1851 |
| ---- | ---- | ---- | ----- | ----- | ---- | ---- | ---- | ---- |
| 900  | 912  | 996  | 1 026 | 1 067 | 974  | 959  | 969  | 957  |

| 1856 | 1861 | 1866 | 1872 | 1876 | 1881 | 1886 | 1891 | 1896 |
| ---- | ---- | ---- | ---- | ---- | ---- | ---- | ---- | ---- |
| 909  | 715  | 681  | 690  | 667  | 644  | 633  | 631  | 616  |

| 1901 | 1906 | 1911 | 1921 | 1926 | 1931 | 1936 | 1946 | 1954 |
| ---- | ---- | ---- | ---- | ---- | ---- | ---- | ---- | ---- |
| 592  | 570  | 549  | 508  | 453  | 427  | 409  | 396  | 391  |

| 1962 | 1968 | 1975 | 1982 | 1990 | 1999 | 2004 | 2006 | 2009 |
| ---- | ---- | ---- | ---- | ---- | ---- | ---- | ---- | ---- |
| 326  | 318  | 264  | 265  | 225  | 206  | 213  | 211  | 227  |

| 2014 | 2019 | 2022 | - | - | - | - | - | - |
| ---- | ---- | ---- | - | - | - | - | - | - |
| 224  | 228  | 230  | - | - | - | - | - | - |

## Culture locale et patrimoine

### Lieux et monuments

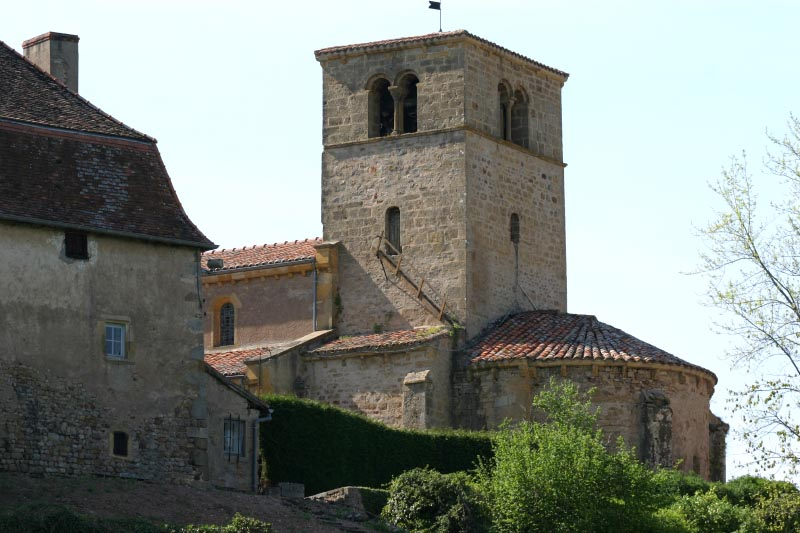
Le chevet et le clocher de l'église, datés du XIIe siècle.

- Église (XIe-XIXe ) ; en partie romane, placée sous le vocable des saints Nazaire et Celse. Le transept, l'abside et le clocher remontent à la fin du XIe - début du XIIe siècle puisqu'en en 1103, elle fut donnée par le seigneur de Semur à l'abbaye de Cluny, au profit du monastère de Marcigny. Si transept, abside et clocher sont de l'époque romane, la nef, quant à elle, a été rebâtie au XIXe siècle.
- Ruines du château d'Essertines[17]. Présents à Briant depuis XIe siècle les seigneurs d'Essertines, vassaux des seigneurs de Semur, ont fait construire la tour carrée du château. Au XIVe siècle le château passe à la famille Lespinasse, puis à celle de Gevingey et, en 1542, à Pierre de Chaugy. Au XVIe siècle il devient la propriété de François Molière, fermier de la seigneurie de Sancenay, à Oyé. En 1719 le château est au comte de Vauban. Comme bien national il est vendu, lors de la Révolution française, à Pierre Ravier. Des quatre tours dont disposait le château à l'origine, une seule est encore partiellement debout.

### Personnalités liées à la commune

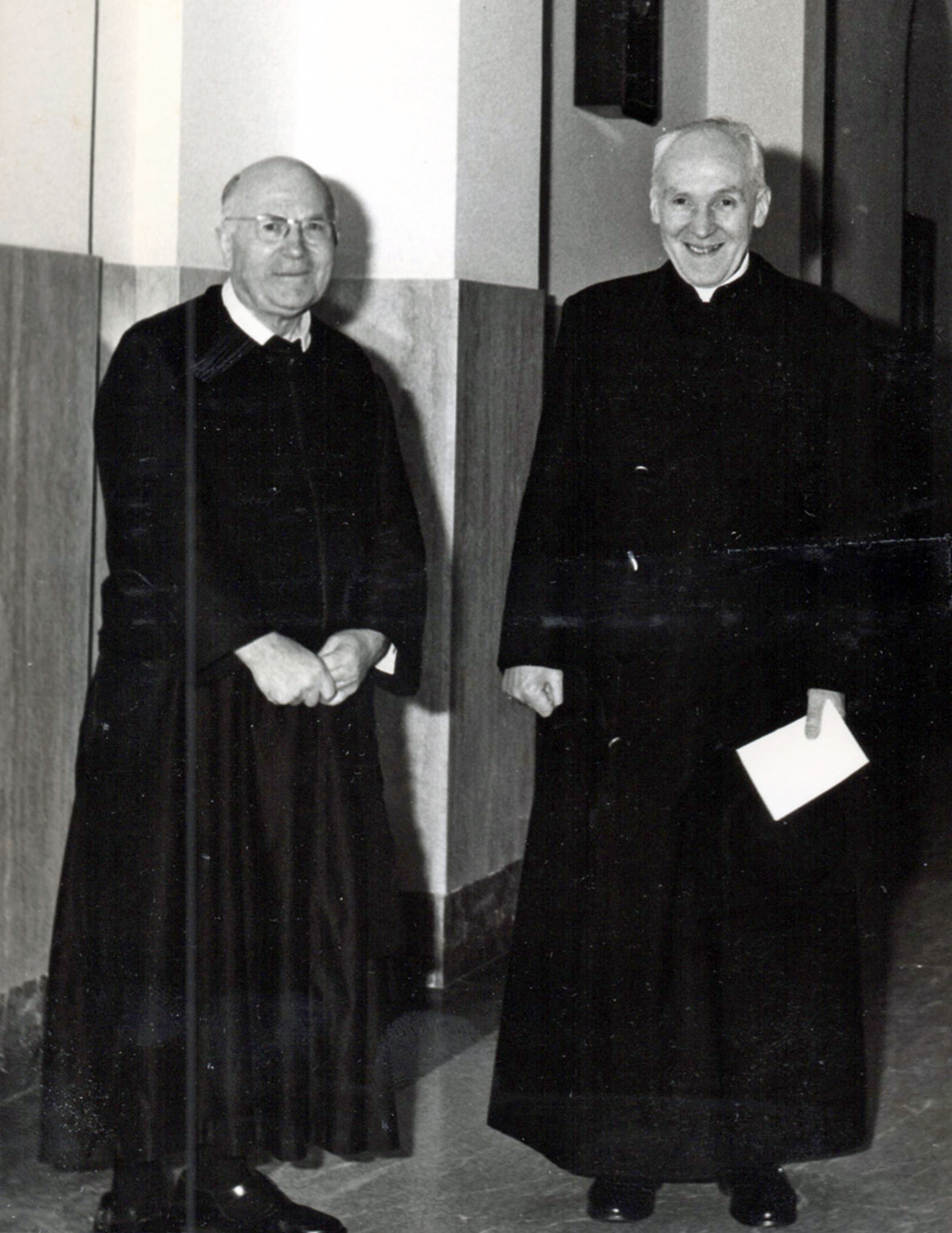
À gauche : le chanoine Robert aux côtés du cardinal Garrone, lors d'une rencontre au Vatican en 1968.

- François-Hugues de Molière, sieur d'Essertines (1600-1624), poète et romancier mort assassiné à Paris[18].
- Monseigneur Joseph Robert, né le 12 avril 1898 à Besançon, prêtre formé à Rome (au séminaire pontifical français, où il fut séminariste de 1920 à 1927) qui fut nommé curé de Briant en 1929 et qui le demeura jusqu'en 1935, année de sa nomination en tant que curé-archiprêtre à Lugny. Il y fonda cette même année la « communauté de prêtres de Lugny », communauté qui, créée au cœur du Mâconnais, dans une région particulièrement déchristianisée, fut le premier groupe communautaire de prêtres du diocèse d’Autun (groupe qui devait notamment déboucher, après guerre, sur la création d’une école puis d’un collège, ainsi que sur l'ouverture d'un centre d'organisation de pèlerinages). Auteur d’un catéchisme (« Mon premier catéchisme » publié peu avant la guerre et plusieurs fois réédité), Joseph Robert, qui avait été fait chanoine honoraire de la cathédrale Saint-Lazare d’Autun par monseigneur Lucien-Sidroine Lebrun en 1946, mourut le 16 mars 1987 à l'hôpital de Chambéry, quinze ans après avoir été fait prélat de Sa Sainteté par le pape Paul VI. Il repose au cimetière de Digoin[19].
- Joseph Jolinon,  écrivain français mort le 17 février 1971 à Briant, lauréat du grand prix du roman de l'Académie française en 1950.

## Pour approfondir